# Берген
Бе́рген (норв. Bergen [ˈbærɡən]) — второй по величине город Норвегии, столица фюльке Вестланн и крупнейший город Западной Норвегии. Расположен на западе страны, на берегу Северного моря в регионе Мидтхорланн. Занимает Бергенский полуостров, защищённый от моря островами Аскёй, Холснёй и Сутра.
До 1299 года являлся столицей Норвегии, примерно до 1830-х годов также был крупнейшим городом страны. Сегодня Берген — крупный порт, центр нефтяной промышленности. В городе имеется университет.
Средневековая набережная Бергена является одним из объектов всемирного наследия ЮНЕСКО. На 2000 год Берген был провозглашён культурной столицей Европы; здесь проходил конкурс песни Евровидение 1986.

## География
Берген расположен на западе Норвегии, на берегу Северного моря. В пределах коммуны (муниципалитета) Бергена берег изрезан несколькими фьордами. Сама коммуна состоит из нескольких долин, обращённых к морю, сам город Берген расположен в долине Бергенсдален и на Бергенском полуострове (норв. Bergenhalvøya), вдающемся в Пуддефьорд. Центр города расположен на берегу залива Воген. В коммуне Бергена также расположены многочисленные озёра, крупнейшим из которых является Каланнваннет (Kalandvannet).

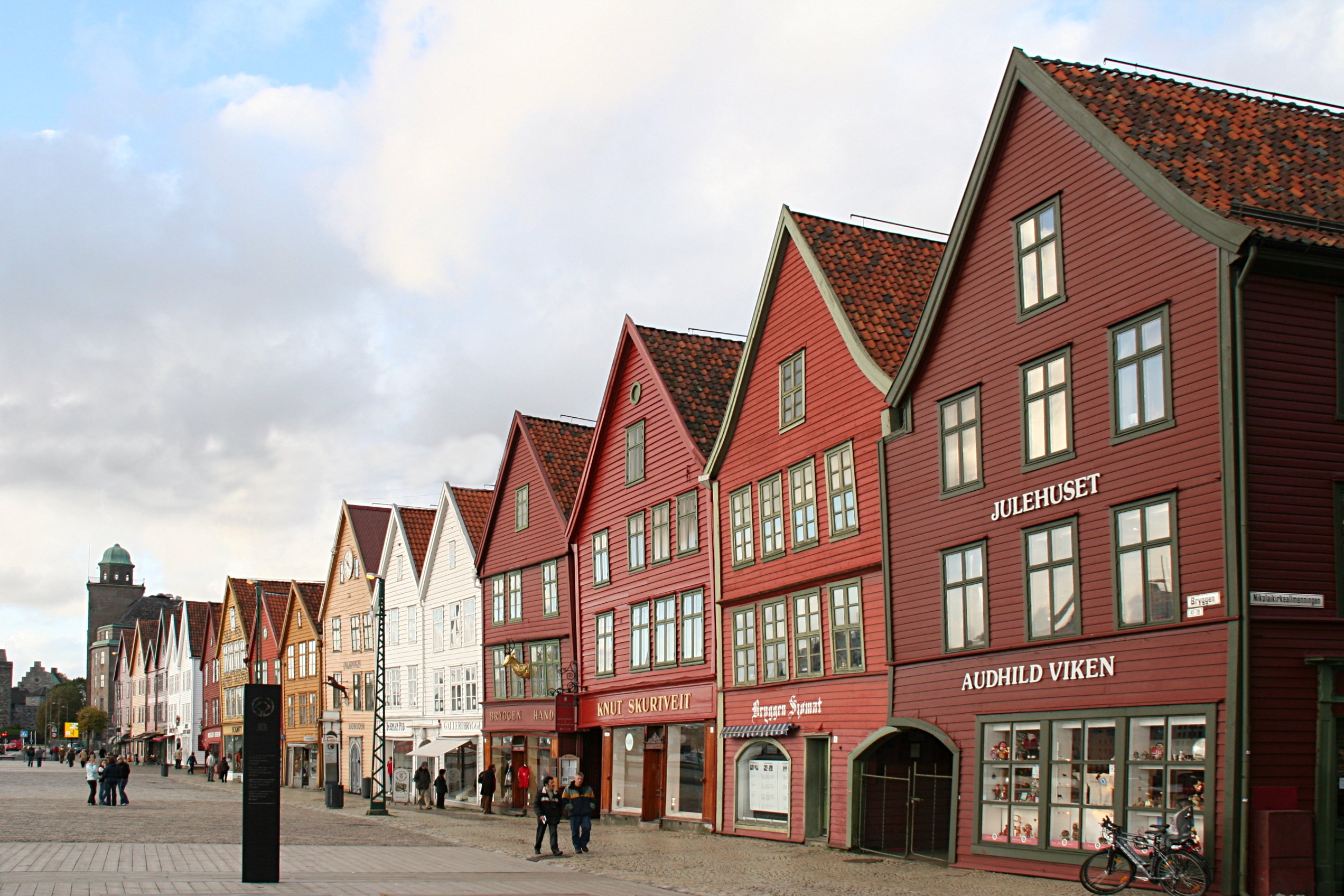
Верфь Брюгген (Бергенская набережная) в 1979 году внесена в список Всемирного наследия ЮНЕСКО

Традиционно считается, что Берген расположен «на семи холмах» (норв. de syv fjellene). К их числу относят Ульрикен, Флёйен, Лёвстаккен и Дамсгорсфьеллет. Остальные три обычно выбираются из гор Людерхурн, Саннвиксфьеллет, Бломанен, Руннеманнен и Аскёйфьеллет. Считается, что первым, кто назвал Берген городом на семи холмах, был родившийся здесь датско-норвежский писатель Людвиг Хольберг, хотя семь холмов появились на гербе города ещё в 1444 году. Самой высокой точкой коммуны является гора Гулльфьелльстоппен (987 м).
Берген делится на восемь районов (норв. bydeler): Арна, Бергенхус, Итребюгда, Лаксевог, Орстад, Осане, Фана и Фюллингсдален. Центр города расположен в районе Бергенхус. Население города по состоянию на 1 января 2016 года составляло 278 121 человек. Площадь коммуны составляет 465,3 км², из них суша составляет 445,1 км².
Нынешнее административное деление было введено в 1972 году, когда коммуны Берген, Арна, Фана, Лаксевог и Осане были объединены в коммуну Берген. Тогда же Берген потерял статус отдельного фюльке и вошёл в состав Хордаланна.
Берген также является центром Бергенского статистического городского округа, куда входят коммуны Аскёй, Берген, Ваксдал, Линдос, Меланн, Остерёй, Радёй, Самнангер, Сунн, Ус, Фуса, Фьелль, Эйгарден и Эустрхейм. Общее население региона составляет 356 633 человека.
Помимо Бергена в коммуне расположен ряд мелких поселений с общей численностью населения 17 213 человек. Крупнейшим из них является Индре-Арна в районе Арна.
С Аскёем Берген связан одноимённым мостом через Бюфьорд.

### Климат
Климат умеренный морской с огромным количеством осадков — так, в год выпадает порядка 2250 мм осадков, что сравнимо со многими городами экваториального и субэкваториального пояса. Зима очень мягкая и снежная, лето холодное и дождливое. Круглый год доминирует пасмурная погода.
| Показатель                               | Янв.  | Фев. | Март  | Апр.  | Май  | Июнь | Июль | Авг. | Сен. | Окт. | Нояб. | Дек.  | Год   |
| ---------------------------------------- | ----- | ---- | ----- | ----- | ---- | ---- | ---- | ---- | ---- | ---- | ----- | ----- | ----- |
| Абсолютный максимум, °C                  | 15,4  | 17,3 | 13,9  | 22,1  | 27,8 | 29,3 | 31   | 31,9 | 29   | 26,5 | 20,2  | 18,8  | 31,9  |
| Средний суточный максимум, °C            | 3,6   | 4,0  | 5,9   | 9,1   | 14,0 | 16,8 | 17,6 | 17,4 | 14,2 | 11,2 | 6,9   | 4,7   | 10,4  |
| Средняя температура, °C                  | 1,5   | 1,6  | 3,3   | 5,9   | 10,5 | 13,5 | 14,5 | 14,4 | 11,5 | 8,7  | 4,7   | 2,6   | 7,7   |
| Средний суточный минимум, °C             | −0,4  | −0,5 | 0,9   | 3,0   | 7,2  | 10,2 | 11,5 | 11,6 | 9,1  | 6,6  | 2,8   | 0,6   | 5,2   |
| Абсолютный минимум, °C                   | −19,3 | −15  | −17,7 | −11,1 | −4,5 | 0    | 6,6  | 3,4  | 0,1  | −6,1 | −6,5  | −12,4 | −19,3 |
| Норма осадков, мм                        | 190   | 152  | 170   | 114   | 106  | 132  | 148  | 190  | 283  | 271  | 259   | 235   | 2250  |
| Температура воды, °C                     | 6     | 6    | 6     | 8     | 10   | 10   | 14   | 14   | 12   | 12   | 9     | 9     | 10    |
| Источник: WMO, HKO, Туристический портал |       |      |       |       |      |      |      |      |      |      |       |       |       |

## История

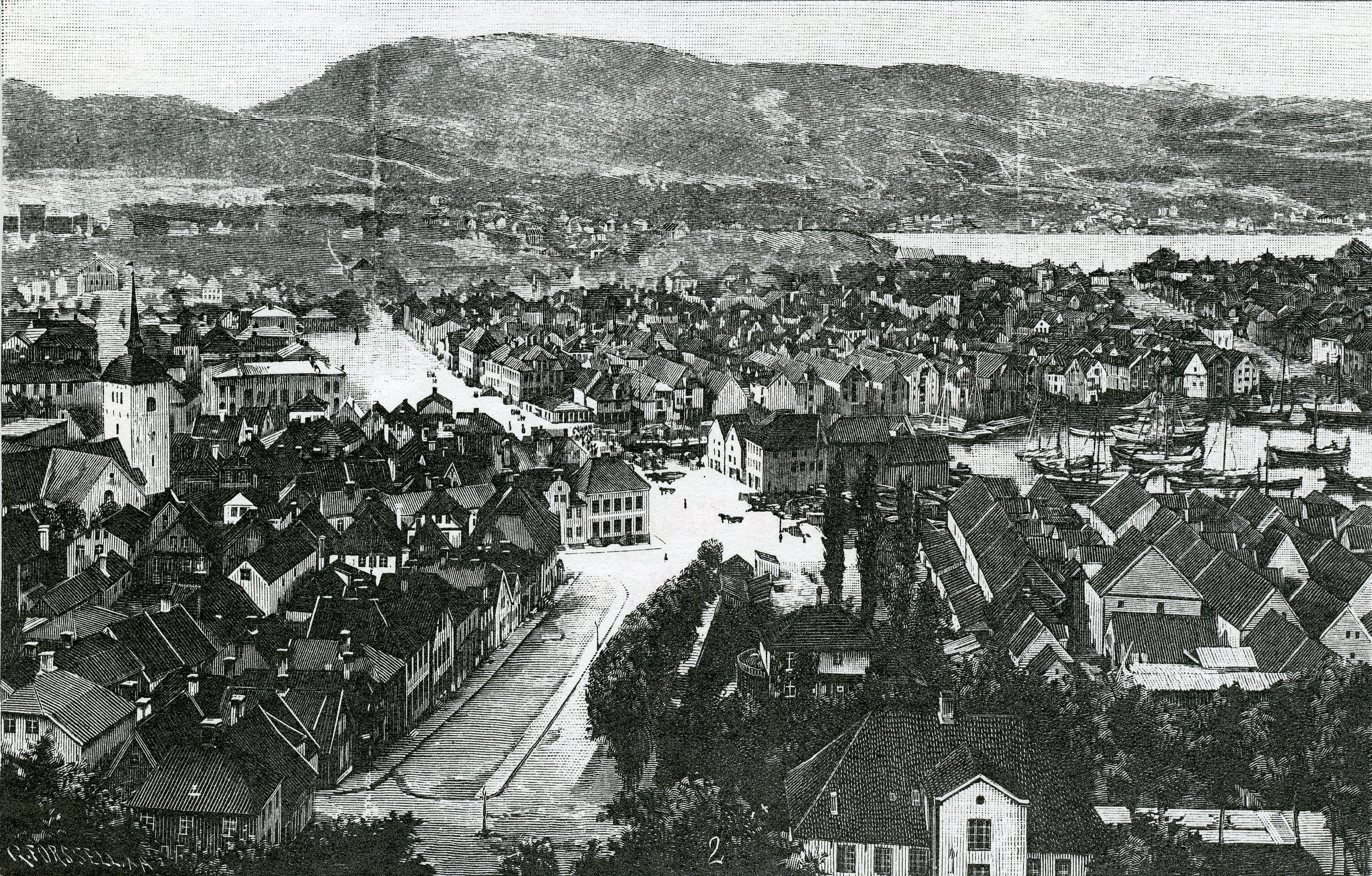
Берген в 1870-х годах

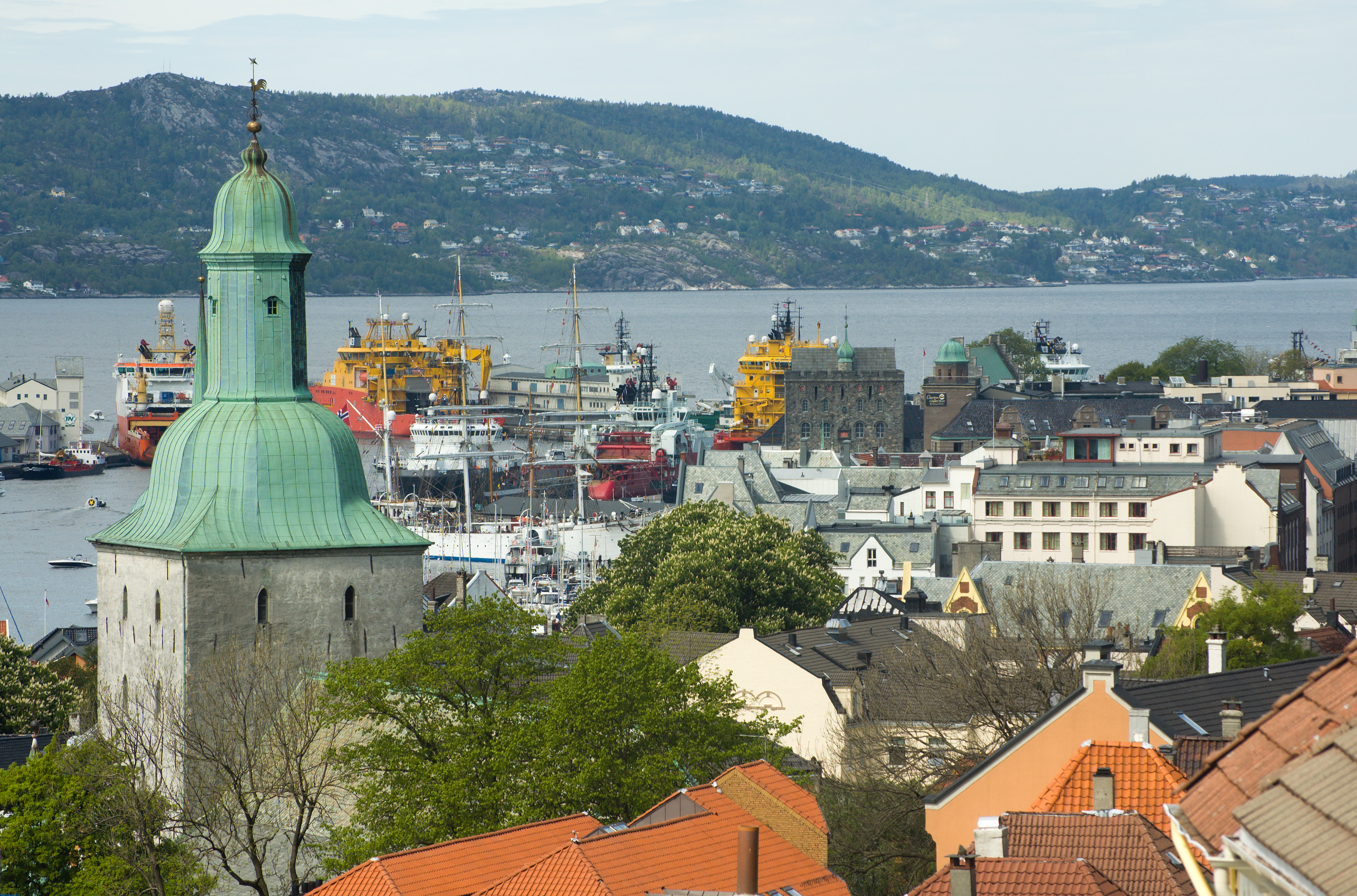
Вид на порт от собора

Город был заложен в 1070 году на берегу Вогенской бухты королём Олафом III под названием Bjørgvin. Через несколько десятилетий с северной кромки бухты был воздвигнут каменный замок Бергенхус. В XII и XIII веках в Бергене жили норвежские короли и епископы. С 1217 по 1299 годы Берген — столица средневековой Норвегии.
В 1445 г. германские ганзейские города учредили в Бергене факторию и торговые дома. С ослаблением норвежской монархии в XIV веке власть в Бергене перешла в руки ганзейских купцов. Это им город обязан своей знаменитой набережной. Купеческое правление в Бергене фактически продолжалось до XVIII века.
12 августа 1665 года здесь, в Вогенской бухте, произошло одно из сражений Второй англо-голландской войны между английской эскадрой адмирала Тэддимана и отрядом голландских купеческих ост-индских судов под командованием командора де Биттера.
Несмотря на разрушительные пожары 1702 и 1916 годов, Берген на протяжении почти всей своей истории оставался важнейшим портом на западном побережье Норвегии.

## Население
| 1923   | 1968     | 1986     | 1997     | 2015     | 2019     | 2022     | 2023     |
| ------ | -------- | -------- | -------- | -------- | -------- | -------- | -------- |
| 95 889 | ↗117 000 | ↗208 000 | ↗224 000 | ↗275 000 | ↘257 087 | ↗267 117 | ↗291 189 |

## Достопримечательности
- Бергенская набережная
- Бергенский собор
- Средневековая крепость Бергенхус с залом Хакона (XIII век) и башней Розенкранца (XVI век).
- Более поздние крепости Сверресборг и Фредриксберг
- Тролльхауген («Холм троллей») — дом-музей Эдварда Грига[14]
- Технический музей города Берген. В экспозиции музея был сохранён до наших дней паровоз серии NSB 18.
- Норвежская военно-морская академия

## Известные жители
В Бергене родились и жили:
- Святая Суннива (+ X век) — покровительница католической епархии Бергена.
- Писатель и просветитель Людвиг Хольберг (1684—1754);
- Композитор Эдвард Григ (1843—1907), см. Тролльхауген
- Композитор Харальд Северуд (1897—1992)
- Художник Юхан Кристиан Даль (1788—1857)
- Певец и музыкант Курт Нильсен (1978)
- Музыкант и писатель Варг Викернес (1973)
- Автор-исполнитель, композитор, гитарист Ян Эггум (1951)
- Сиссель Хюрхьебё — певица.
- Ольве Эйкему — музыкант.
- Харальд Невдал — музыкант.
- Кайго — DJ, музыкант, продюсер.
- Алан Уокер — музыкальный продюсер и диджей.
- Андреас Баккеруд — гонщик.
- Ylvis — комедийный дуэт.
- Эйнар Селвик — музыкант.
- Кристиан Хольтерман Кнудсен (1845–1929) – политик
- Воллерт Конов — премьер-министр Норвегии (1910—1912)
- Йохан Михаэль Лунд — мэр Бергена

|  |

## Города-побратимы
- Гётеборг[вд], Швеция (1946)[15]
- Кальяо, Перу
- Любек, Германия
- Момбаса, Кения
- Ньюкасл-апон-Тайн, Великобритания (1968)[16]
- Орхус, Дания
- Росток, Германия (1965)[17]
- Сиэтл, США
- Турку, Финляндия (1946)[18]

Город имеет также соглашения о сотрудничестве с городами Любек (Германия), Баукау (Восточный Тимор), Квебек (Канада), Асмэра (Эритрея) и Илья-де-Мосамбик (Мозамбик), а также с бразильским штатом Эспириту-Санту.